# Komisja Rodziny i Praw Kobiet
Komisja Rodziny i Praw Kobiet – wchodziła w skład stałych sejmowych komisji Sejmu V kadencji.
Do zakresu działania Komisji należały sprawy wynikające bezpośrednio z funkcjonowania rodziny, wypełniania jej ról i zadań, a także występowania z propozycjami regulacji prawnych dotyczących tych zagadnień oraz sprawy dotyczące ochrony praw kobiet i zapewnienia im równych szans w życiu zawodowym i społecznym, a także sprawy związane z przestrzeganiem konstytucyjnej zasady równych praw kobiet i mężczyzn.
Została zlikwidowana w 2007.

## Prezydium Komisji
- Anna Sobecka (Ruch Ludowo-Narodowy) – przewodniczący
- Dariusz Kłeczek (Prawica Rzeczypospolitej) – zastępca przewodniczącego
- Grzegorz Kołacz (Samoobrona RP) – zastępca przewodniczącego
- Elżbieta Radziszewska (Platforma Obywatelska) – zastępca przewodniczącego